# Phan Trọng Mưu
Phan Trọng Mưu (chữ Hán: 潘仲謀, 1851-1904) là một nhà nho, người xã Đông Thái, huyện La Sơn, tỉnh Hà Tĩnh (nay thuộc xã Tùng Ảnh, huyện Đức Thọ tỉnh Hà Tĩnh). Ông là Hương cống (thời Nguyễn gọi là Cử nhân) năm Bính Tý 1876, đời vua Tự Đức. 3 năm sau, 1879, ông đỗ đồng tiến sĩ xuất thân. Ông từng làm Đốc học Quảng Ngãi, sau ông tham gia cuộc khởi nghĩa Hương Khê chống Pháp của Phan Đình Phùng, nên bị đục tên trên bia Tiến sĩ ở Huế..